# Davis (stacja antarktyczna)
Davis Station – całoroczna stacja polarna należąca do Australii, położona nad Zatoką Prydza na Antarktydzie Wschodniej.

## Położenie i warunki
Stacja znajduje się w Oazie Vestfold na Wybrzeżu Ingrid Christensen, na Ziemi Księżniczki Elżbiety, nad Morzem Wspólnoty, na wysokości 15 m n.p.m. Średnia temperatura powietrza w styczniu (lato) to od -1 do +3 °C, a w sierpniu od -21 do -14 °C. Rekordowe zanotowane temperatury to +13 °C w styczniu i -42 °C w kwietniu. Wzgórza oazy Vestfold stanowią ochronę przed wiatrami katabatycznymi spływającymi z lądolodu antarktycznego. Wiatr najczęściej (80% w niektórych miesiącach) wieje z północy lub ze wschodu, ze średnią prędkością ok. 19 km/h (w porywach rekordowo do 206 km/h). Najbardziej wietrznym miesiącem jest listopad, najsłabszy wiatr obserwuje się w kwietniu. Silniejsze porywy rzadko niosą śnieg, ograniczając widoczność. Opady śniegu w okolicy tej stacji są niskie.

## Historia
Australijscy polarnicy wylądowali w oazie Vestfold jeszcze w 1954 roku, powracając do Australii po założeniu stacji Mawson i ponownie w styczniu 1955 roku. Teren ten został uznany za najlepsze miejsce na drugą australijską bazę na kontynencie. Stacja została otwarta ostatecznie 13 stycznia 1957 roku i nazwana na cześć kapitana Johna K. Davisa, badacza wód Antarktyki. Pierwsze dwa lata działalności były poświęcone badaniom oazy i rozwojowi stacji, zimujące zespoły były nieliczne (poniżej 10 osób). W 1965 roku stację zamknięto na cztery lata, aby w pełni poświęcić czas i zasoby na utworzenie stacji Casey. Od tamtej pory działa ona nieprzerwanie; w latach 80. XX wieku przeszła przebudowę.

## Działalność
Główne programy badawcze w stacji Davis obejmują badania atmosfery ziemskiej, m.in. przy użyciu lidaru, sond do pomiaru zawartości ozonu i radiosond. Analizowany jest wpływ zmian środowiska i zanieczyszczeń na jeżowce, skorupiaki i mięczaki. Badania glacjologiczne obejmujące Lodowiec Szelfowy Amery’ego są ukierunkowane na rozpoznanie bilansu masy i określenie stabilności tego rozległego lodowca.